# Alejandra Orozco
Alejandra Orozco Loza (Guadalajara, 19 de abril de 1997) é uma saltadora do México. 
Representou seu país nos Jogos Olímpicos de 2012 em Londres. Ela ganhou a medalha de prata na plataforma de 10 metros sincronizado com sua parceira Paola Espinosa.